# ان‌جی‌سی ۷۳۱۷
ان‌جی‌سی ۷۳۱۷ (انگلیسی: NGC 7317) نام یک کهکشان در صورت فلکی اسب بالدار است.